# Puchar Interkontynentalny w Lekkoatletyce 2010 – bieg na 400 m przez płotki kobiet
Bieg na 400 metrów przez płotki kobiet – jedna z konkurencji rozegranych podczas pucharu interkontynentalnego w Splicie. Płotkarki rywalizowały 4 września – pierwszego dnia zawodów.

## Rezultaty
| Poz. | Zawodniczka      | Reprezentacja  | Czas     |
| ---- | ---------------- | -------------- | -------- |
| 1.   | Nickiesha Wilson | Ameryka        | 54.52 SB |
| 2.   | Ajoke Odumosu    | Afryka         | 54.59 NR |
| 3.   | Wania Stambołowa | Europa         | 54.89    |
| 4.   | Natalja Antiuch  | Europa         | 55.19    |
| 5.   | Lauren Boden     | Azja i Oceania | 55.30    |
| 6.   | Nicole Leach     | Ameryka        | 55.64    |
| 7.   | Hayat Lambarki   | Afryka         | 59.03    |